# Chiesa di San Pietro (Ancona)

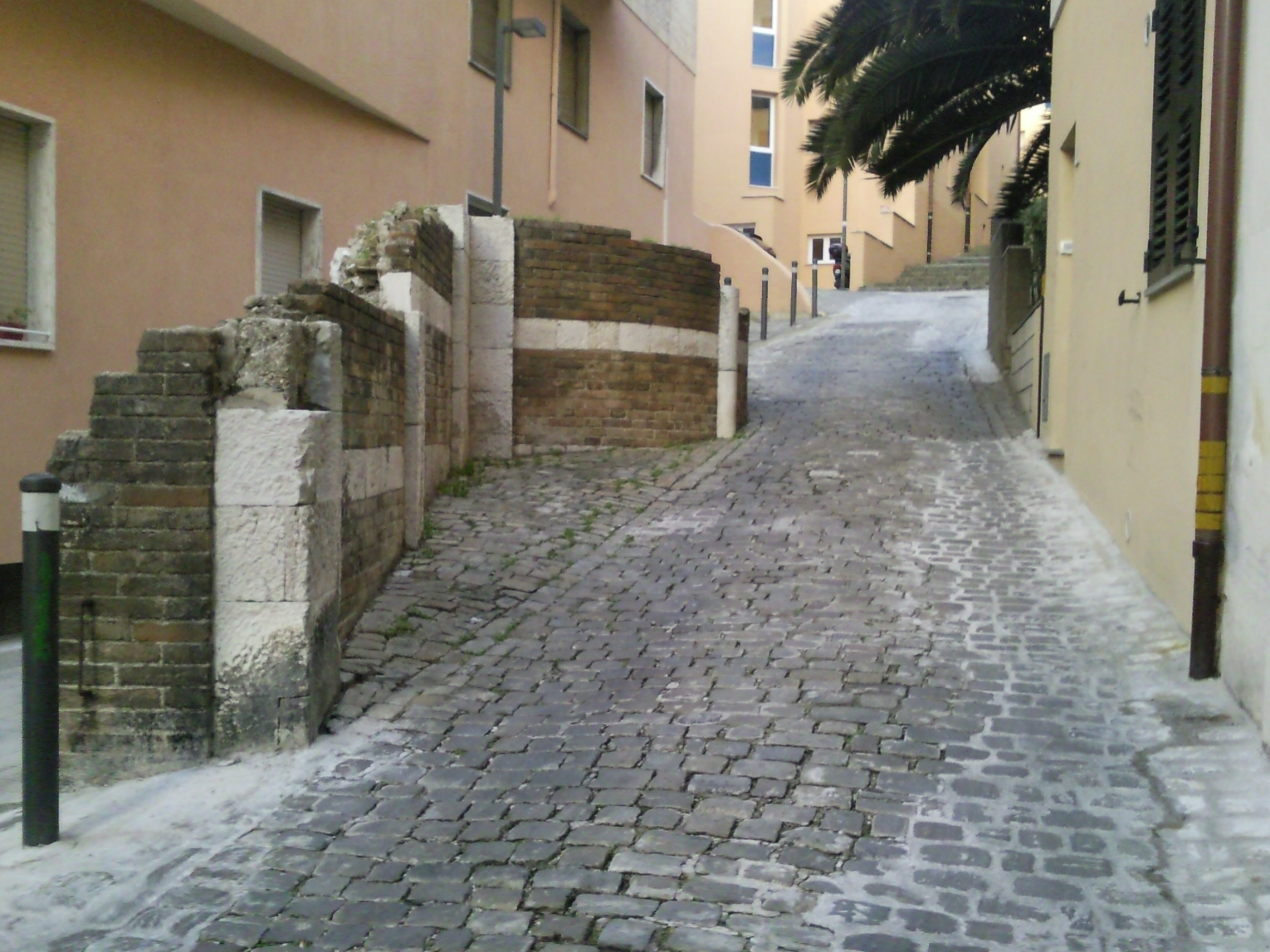
Le vestigia

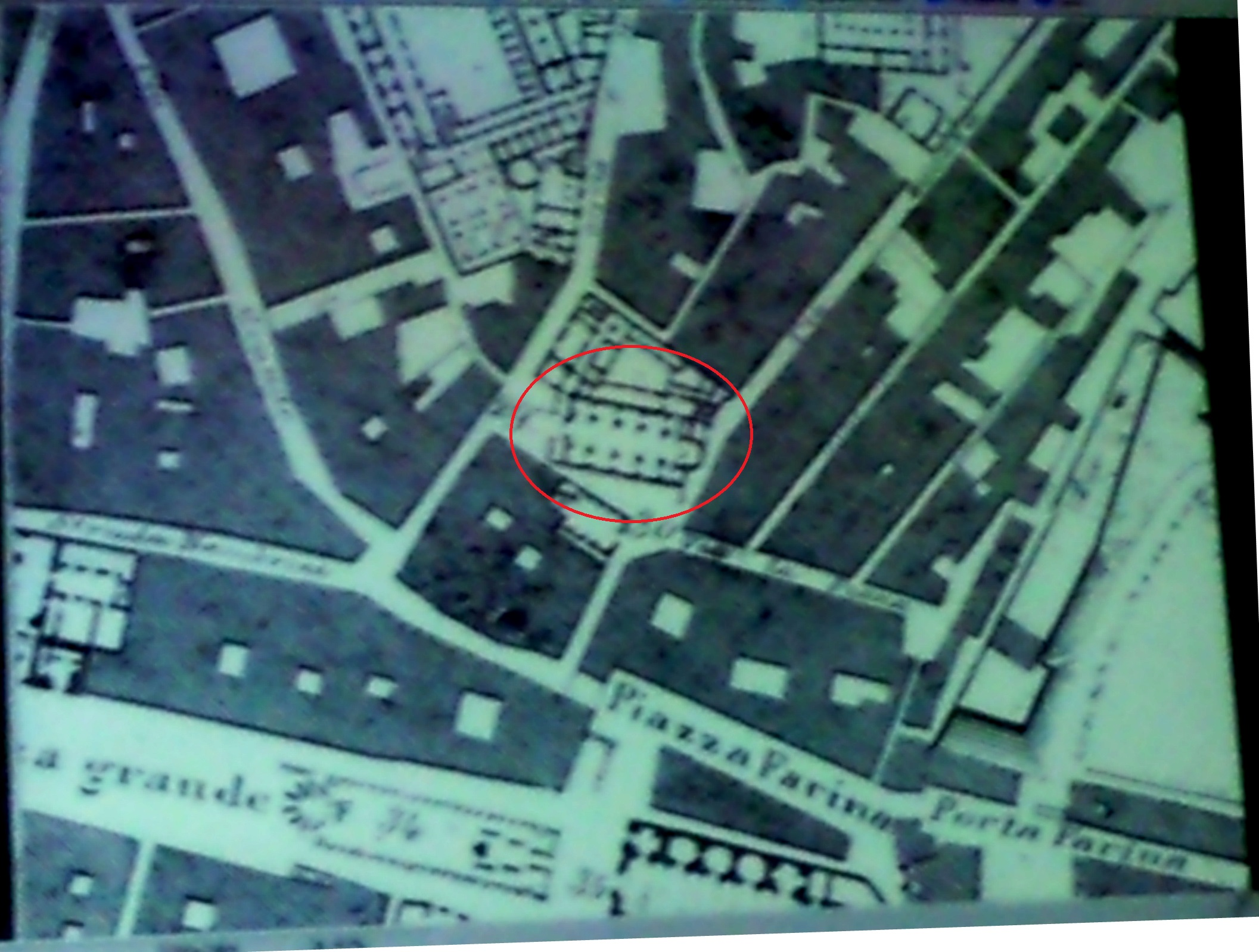
planimetria

La chiesa di San Pietro sorgeva a monte dell'Arco Ferretti nei pressi della via omonima e venne danneggiata da due bombardamenti tra il 1943 ed il 1944 e nel periodo immediatamente successivo, frettolosamente demolita.
Originaria del XIII secolo, tipologicamente e dimensionalmente aveva analoghe caratteristiche della tuttora esistente chiesa di Santa Maria della Piazza. Presentava una facciata romanica a doppio ordine di archetti con portale romanico (la cui lunetta si è salvata ed è conservata nel Museo diocesano), pesantemente alterata con incongruenti finestre rettangolari in occasione della ristrutturazione dell'interno ad opera dell'architetto Lorenzo Daretti nel secolo XVIII. Il ripristino del solo prospetto con le originarie aperture rosone-monofore venne effettuato nella seconda metà degli anni '20 del secolo scorso. Il solo particolare ancora in essere di quella storica chiesa è il "portale". Lo si può ammirare nei locali del museo diocesano in duomo ma non nella sua totalità, nonostante fosse stato alla bell'e meglio difeso con due spallette di mattoni e una schermatura di sacchi di sabbia, questi ultimi posizionati in corrispondenza della lunetta.
Attualmente rimane un resto del basamento dell'abside (in parte ricostruito) quale unica testimonianza dell'antica presenza sacra, in quanto l'attuale sito è occupato da uno stabile dell'immediato dopoguerra adibito ad unità immobiliari. Una lapide posta nel 1956 affissa sul detto stabile ricorda l'antica presenza. Un'ulteriore memoria, con la rappresentazione dello schema del prospetto, venne affissa a cura del Comune il 25 giugno 2010 di fronte alle vestigia di cui sopra. Le vestigia sono costeggiate da via Scosciacavalli. Il bene architettonico è sotto la tutela della Soprintendenza.